# Jenny van den Berg
Jenny Louise van den Berg (Den Haag, 23 december 1900 - aldaar, 14 mei 1949) was een pionierster in Nederland op het gebied van het clubhuiswerk voor fabrieksmeisjes. Zij was directrice van "De Haard" in Nijmegen en "De Zeemeeuw" in Rotterdam.

## Leven en werk
Van den Berg werd in 1900 in Den Haag geboren als dochter van de fabrikant Cornelis Jan Hendrik van den Berg en Geertruida Hendrica Tierie. Na haar studie theologie werd zij in 1930 in Nijmegen benoemd tot directrice van "De Haard". Een jaar daarvoor hadden twee hervormde predikanten het initiatief genomen om clubhuiswerk voor fabrieksmeisjes in Nijmegen op te zetten. Van den Berg werd de eerste directeur van de instelling. Hoewel zij van origine een theologe was lag het accent van haar werk vooral op vorming van de werkende meisjes. Na Nijmegen zou een soortgelijk initiatief in Rotterdam gerealiseerd worden. Daar bestond al het clubhuis "De Arend", dat zich op jongens uit de arbeidersklasse richtte. In 1937 werd Van den Berg gevraagd om leiding te gaan geven aan het clubhuiswerk voor fabrieksmeisjes in Rotterdam. Dit werd "De Zeemeeuw", waar Van den Berg van 1937 tot 1948 directrice was. Op 16 oktober 1937 werd "De Zeemeeuw" aan de Goudsesingel geopend. Voor de Tweede Wereldoorlog waren "De Haard" en "De Zeemeeuw" de enige  clubhuizen die bijna dagelijks geopend waren in Nederland voor fabrieksmeisjes, aldus Nijenhuis. In tegenstelling tot het werk in Nijmegen was de toeloop naar "De Zeemeeuw" vrij massaal. Al in 1937 moesten diverse cursussen elders in de stad gehuisvest worden vanwege ruimtegebrek. Van den Berg wist de interesse van Rotterdamse fabrikanten voor dit werk op te wekken. Een aantal van hen stelden de meisjes die bij hen in dienst waren, in de gelegenheid cursussen te volgen, die ook gedeeltelijk door hen werden betaald. Zowel in Nijmegen als in Rotterdam onderhield Van den Berg goede contacten met onderwijsinstellingen als het Centraal Instituut voor Christelijke Sociale Arbeid (CICSA), de Amsterdamse school voor maatschappelijk werk en de opleiding voor kinderverzorging en opvoeding, die stagiaires en leerlingen leverden voor de uitvoering van de werkzaamheden. Voor de deelneemsters organiseerde zij ook buitenactiviteiten zoals zomerkampen, onder andere op Van Brienenoord en nabij het Ronde Huis in Nunspeet. Tijdens de Tweede Wereldoorlog werd op voorstel van Van den Berg en haar collega Bob Schouten van "De Arend" besloten om beide instellingen samen te voegen. In 1946 was Van den Berg een van de initiatiefnemers om de landelijke Stichting Clubhuizen voor Ongeorganiseerde Arbeidersjeugd (LSC) op te richten. Een van de redenen tot de oprichting was de onvrede die er bij de initiatiefnemers bestond over de verwaarlozing van het clubhuiswerk door de reeds bestaande landelijke organisatie, de Nederlandse Bond van Volkshuizen. In 1948 werd Van den Berg ernstig ziek waardoor zij haar werk als directrice moest beëindigen. In mei 1949 overleed zij op 48-jarige leeftijd in haar geboorteplaats Den Haag. Zij werd begraven op Eik en Duinen in Den Haag.